# Домінівна множина

Домінівні множини (червоні вершини).

У теорії графів, домінівна множина для графа {\displaystyle G=(V,E)} — така підмножина {\displaystyle D} множини вершин {\displaystyle V,} що кожна вершина не з {\displaystyle D} є суміжною зі щонайменше однією вершиною з {\displaystyle D.} Число домінування {\displaystyle \gamma (G)} — число вершин у найменшій домінівній множині для {\displaystyle G.}
Задача домінівної множини займається дослідженням чи {\displaystyle \gamma (G)\leq K} для певного графа {\displaystyle G} і заданого {\displaystyle K;} це класична NP-повна проблема вибору в теорії складності обчислень (Garey та Johnson, 1979). Отже вважають, що не існує алгоритму з поліноміальним часом виконання, який знаходить найменшу домінівну множину для заданого графа.
Зображення (a)–(c) праворуч, наводять три приклади домінівних множин на графі. У кожному прикладі, кожна біла вершина є суміжною хоча б з однією червоною вершиною, у такому випадку кажуть, що червоні вершини домінують над білими. Число домінування цього графа є 2: Приклади (b) і (c) показують, що існують домінівні множини з 2 вершинами, і можна перевірити, що для цього графа немає домінівної множини, що складається з 1 вершини.

## Межі
Нехай {\displaystyle G} буде графом з {\displaystyle n\geq 1} вершин і нехай {\displaystyle \Delta } буде найбільшим степенем графа. Тоді відомі такі обмеження на {\displaystyle \gamma (G)} (Haynes, Hedetniemi та Slater, 1998a, Chapter 2):
- Одна вершина може домінувати не більше ніж над {\displaystyle \Delta } інших вершин; отже {\displaystyle \gamma (G)\geq n/(1+\Delta ).}
- Множина всіх вершин є домінівною множиною для будь-якого графа; отже {\displaystyle \gamma (G)\leq n.}
- Якщо {\displaystyle G} не містить ізольованих вершин, тоді в {\displaystyle G} існують дві неперетинні домінівні множини; докладніше дивись у доматичне число. Отже, в будь-якому графі без ізольованих вершин {\displaystyle \gamma (G)\leq n/2.}